# Vítězslava Klůzová
Vítězslava Klůzová (* 9. května 1946) je česká místní politička ve Smiřicích za SPOZ, bývalá československá politička Československé strany socialistické, poslankyně Sněmovny národů Federálního shromáždění za normalizace.

## Biografie
K roku 1986 se profesně uvádí jako samostatná referentka. Ve volbách roku 1986 zasedla za ČSS do české části Sněmovny národů (volební obvod č. 38 – Hradec Králové, Východočeský kraj). Ve Federálním shromáždění setrvala do konce funkčního období, tedy do svobodných voleb roku 1990. Netýkal se ji proces kooptací do Federálního shromáždění po sametové revoluci.
S odstupem let vzpomínala na průběh sametové revoluce v domovských Smiřicích takto: „vystupovali tu v devětaosmdesátém roce poctiví lidé, kteří se pro tu práci nadchli a většinou se poté také stali členy porevolučního zastupitelstva“. V březnu 1990 se jako poslankyně FS účastnila veřejné schůze pořádané v obci Černilov k výročí narozenin T. G. Masaryka.
Od 90. let se dále angažovala jako místní politička. V komunálních volbách roku 1994 kandidovala jako nezávislá do zastupitelstva města Smiřice. Nebyla ale zvolena. Uspěla až v komunálních volbách roku 1998 (uváděna profesně jako podnikatelka, bez stranické příslušnosti). A stala se navíc tajemnicí Městského úřadu Smiřice. Mandát zastupitelky obhájila jako nezávislá v komunálních volbách roku 2002. V komunálních volbách roku 2006 kandidovala opět bez politické příslušnosti (profesně jako účetní), ale neuspěla. Opětovně se do zastupitelstva dostala v komunálních volbách roku 2010, do nichž šla za Stranu Práv Občanů ZEMANOVCI. V rámci této politické strany zastávala funkci členky Krajské rady. V komunálních volbách v roce 2014 se pokoušela obhájit post zastupitelky města jako nestraník za stranu DOMOV na kandidátce subjektu SMIŘICE, RODOV, TROTINA - NÁŠ DOMOV, ale neuspěla.
V roce 2004 byla propuštěna z funkce tajemnice MÚ Smiřice. Obrátila se na soud a ten v roce 2010 rozhodl, že výpověď byla v pořádku a že město jí nemusí platit odškodné v řádu stovek tisíců Kč.